# Fakultät für Soziologie der Universität Bielefeld
An der Universität Bielefeld existiert seit 1969 die bislang einzige deutsche Fakultät für Soziologie. Sie entstand durch und unter der Leitung von Helmut Schelsky (1912–1984) aus der 1946 gegründeten und 1969/70 an die Universität Bielefeld übergeleiteten Sozialforschungsstelle an der Universität Münster in Dortmund e. V. Die Fakultät hat maßgeblich zur breiten universitären Etablierung des Faches und zur Ausbildung zahlreicher Soziologen in Deutschland beigetragen.

## Geschichte der Fakultät
Die Fakultät für Soziologie wurde am 16. September 1969 gegründet. Zum Gründungsdekan wählte die Fakultätskonferenz Joachim Matthes, Niklas Luhmann wurde Prodekan. Das Gründungspersonal der Fakultät kam (ebenso wie der Planer der Universität Helmut Schelsky) zum großen Teil von der Sozialforschungsstelle Dortmund der Universität Münster.
Die Gründung der Fakultät bedeutete einen Durchbruch für die Soziologie in Deutschland. In Bielefeld bot sich dadurch die Chance, die Bereiche der soziologischen Ausbildung und Forschung frei von früheren hochschul- und fakultätsgeschichtlichen Entwicklungen neu zu ordnen. Bereits im Vorfeld der Fakultätsgründung setzte das Ringen um die Übernahme der Dortmunder Sozialforschungsstelle und ihrer Bibliothek sowie um ein neuartiges Konzept einer stärker berufsbezogenen Soziologenausbildung ein. Das Ringen um konzeptionelle Ideen (u. a. das Konzept der „aktiven Professionalisierung“ und die Schaffung der Prüfungsordnung) dominierte neben der Definition von Forschungsschwerpunkten (u. a. Rechtssoziologie, politische Soziologie, Mathematik der Sozialwissenschaften, Lateinamerika- oder Wissenschaftsforschung) die ersten Jahre der Fakultät. Daneben kam es auch vor dem Hintergrund der Studentenbewegung zu internen Auseinandersetzungen, die dem klassischen Rechts-links-Schema entsprachen und sich insbesondere bei Berufungen manifestierten.
Trotzdem übten die mit der Gründung der Fakultät verbundenen Gestaltungsmöglichkeiten auch eine große Faszination aus: Die Fakultät und das Zentrum für interdisziplinäre Forschung waren entscheidend dafür, dass sich der 1933 nach Großbritannien geflüchtete Soziologe Norbert Elias von 1978 bis 1984 in Bielefeld aufhielt. Ab 1980 war der von 1967 bis 1979 den Lehrstuhl für Soziologie in Regensburg innehabende Soziologe Hansjürgen Daheim Direktor des Zentrums für Wissenschaft und Praxis an der Universität Bielefeld. Der 18. Deutsche Soziologentag fand 1976 in Bielefeld statt, ebenso der 13. Weltkongress der International Sociological Association 1994.
Im Kontext dieser Gestaltungsfreiheiten konnte u. a. Niklas Luhmann seine Systemtheorie entwickeln und damit das Außenbild der Fakultät entscheidend mitprägen. Daneben entwickelte die Fakultät in der Folgezeit eine interne Struktur von Arbeits- und Forschungsbereichen, die auch die Erforschung aktueller gesellschaftlicher Transformationsprozesse – zum Beispiel in der Medien- oder der Geschlechtersoziologie – ermöglichte.

## Personal und Arbeitsbereiche
An der Fakultät sind derzeit (Stand 2017) 26 Professuren besetzt. Die Fakultät gliedert sich in insgesamt elf Arbeitsbereiche, die den jeweiligen fachlichen Schwerpunkt der Lehre und Forschung definieren:
- Soziologische Theorie
- Methoden der empirischen Sozialforschung
- Organisationssoziologie
- Politik und Gesellschaft
- Sozialstruktur und soziale Ungleichheit
- Transnationalisierung und Entwicklung
- Mediensoziologie
- Geschlechtersoziologie
- Didaktik der Sozialwissenschaften
- Wirtschaft und Arbeit
- Recht und Gesellschaft

## Einrichtungen und Forschungsschwerpunkte
Zusammen mit der Fakultät für Geschichtswissenschaft, Philosophie und Theologie, und durch die Exzellenzinitiative gefördert, betreibt die Fakultät seit 2007 die Bielefeld Graduate School in History and Sociology (BGHS).
Mit der Fakultät verbunden sind die Zeitschrift für Soziologie (ZfS), das International Journal of Conflict and Violence, das Institut für interdisziplinäre Konflikt- und Gewaltforschung, das Institut für Weltgesellschaft (IW), das Institut für Wissenschafts- und Technikforschung (IWT), der von der Deutschen Forschungsgemeinschaft geförderte Sonderforschungsbereich 882 „Von Heterogenitäten zu Ungleichheiten“ und die Shell-Jugendstudie.
Von Seiten der Studierenden der Fakultät erscheint einmal im Semester die Zeitschrift SOZusagen.

## Niklas-Luhmann-Gastprofessur
Im Jahr 2005 haben die Fakultät für Soziologie und das Rektorat der Universität Bielefeld erstmals eine Niklas-Luhmann-Gastprofessur eingerichtet. Die Intention ist, international renommierte Sozialtheoretiker zu gewinnen, um Studierenden und einer größeren Öffentlichkeit die Gelegenheit zu bieten, maßgebliche und innovative Theorien unmittelbar kennenzulernen.

### Übersicht über die Gastprofessuren
- 2005: Harrison White
- 2006: John W. Meyer
- 2007: Nils Brunsson
- 2008: Alois Hahn
- 2009: Ulrich Oevermann
- 2011: Saskia Sassen
- 2013: Yasemin Soysal
- 2014: Alejandro Portes
- 2015/2016: Elena Esposito
- 2016/2017: Richard Münch
- 2018: Chris Thornhill
- 2019: Eva Illouz
- 2020/2021: Rudolf Stichweh
- 2022/2023: Karin Knorr-Cetina

Quelle

## Kooperationen mit ausländischen Universitäten
Eine feste Kooperation besteht mit der Universität St. Petersburg.
Über das Erasmus-Programm bestehen Austauschprogramme mit insgesamt 42 Universitäten in Europa und Asien:
| Université Libre de Bruxelles, Belgien               | Universität Gent, Belgien                         |
| Universität Sofia, Bulgarien                         | Universität Aarhus, Dänemark                      |
| Universität Kopenhagen, Dänemark                     | Universität Roskilde, Dänemark                    |
| Universität Helsinki, Finnland                       | Universität Tampere, Finnland                     |
| Institut d’études politiques de Bordeaux, Frankreich | Institut d’études politiques de Paris, Frankreich |
| Universität Paris VII, Frankreich                    | Universität Rouen, Frankreich                     |
| University of Calcutta, Indien                       | Universität Bologna, Italien                      |
| Universität La Sapienza, Italien                     | Universität Sassari, Italien                      |
| Universität Trient, Italien                          | Universität Vilnius, Litauen                      |
| Universität von Amsterdam, Niederlande               | Freie Universität Amsterdam, Niederlande          |
| Reichsuniversität Groningen, Niederlande             | Universität Maastricht, Niederlande               |
| Universität Salzburg, Österreich                     | Universität Wien, Österreich                      |
| Akademie für Bergbau und Hüttenwesen Krakau, Polen   | Universität Warschau, Polen                       |
| Universität Zielona Góra, Polen                      | Universität Lissabon, Portugal                    |
| Babeș-Bolyai-Universität Cluj, Rumänien              | Universität Göteborg, Schweden                    |
| Universität Linköping, Schweden                      | Hochschule Malmö, Schweden                        |
| Universität Umeå, Schweden                           | Universität Basel, Schweiz                        |
| Universität Bern, Schweiz                            | Universität Luzern, Schweiz                       |
| Universität Complutense Madrid, Spanien              | Koç Üniversitesi, Türkei                          |
| Yıldız Teknik Üniversitesi, Türkei                   | İstanbul Bilgi Üniversitesi, Türkei               |
| Hitit Üniversitesi, Türkei                           | Loránd-Eötvös-Universität, Ungarn                 |

## Persönlichkeiten
(Folgende Persönlichkeiten stehen mit der Fakultät für Soziologie der Universität Bielefeld in Verbindung. Die Auflistung erfolgt alphabetisch nach Familienname)

## A
- Mona Abaza (1959–2021), ägyptische Soziologin
- Petra Ahrweiler (* 1963), deutsche Soziologin und Professorin für Technologie- und Innovationsmanagement
- Marion Albers (* 1961), deutsche Rechtswissenschaftlerin
- Mathias Albert (* 1967), Professor für Politikwissenschaft, arbeitet maßgeblich an der Shell-Jugendstudie mit
- Günter Albrecht (* 1943), deutscher Soziologe
- Brigitte Aulenbacher (* 1959), deutsche Soziologin

## B
- Dirk Baecker (* 1955), deutscher Soziologe und Professor für Kulturtheorie und -analyse
- Theodor M. Bardmann (* 1955), deutscher Soziologe, Systemtheoretiker und Hochschullehrer
- Joachim Bartholomae (* 1956), deutscher Autor und Soziologe
- Lukas Beckmann (* 1950), deutscher Politiker und ehemaliger Fraktionsgeschäftsführer der grünen Bundestagsfraktion
- Veronika Bennholdt-Thomsen (* 1944), österreichische Ethnologin und Soziologin
- Johannes Berger (* 1939), deutscher Soziologe
- Jörg Bergmann (* 1946), deutscher Soziologe, Konversationsanalytiker und Ethnomethodologe
- Thomas Bierschenk (* 1951), deutscher Ethnologe und Soziologe
- Hanne-Margret Birckenbach (* 1948), deutsche Politologin und Professorin für Europastudien
- Hans-Peter Blossfeld (* 1954), deutscher Soziologe
- Walter Böckmann (1923–2014), deutscher Autor, Soziologe, Psychologe, Führungstheoretiker und Logotherapeut
- Fritz Böhle (* 1945), deutscher Soziologe
- Michael Bommes (1954–2010), Professor für Soziologie/Methodologie interkultureller und interdisziplinärer Migrationsforschung
- Wolfgang Bonß (* 1952), deutscher Soziologe
- Alfons Bora (* 1957), deutscher Jurist und Soziologe
- Nils Brunsson (* 1946), schwedischer Organisationssoziologe und Professor
- Manfred Brusten (* 1939), deutscher Soziologe und sozialwissenschaftlicher Kriminologe
- Günter Büschges (1926–2017), deutscher Soziologe
- Michael Buhre (* 1961), deutscher Kommunalpolitiker Bürgermeister der Stadt Minden

## C
- Lars Clausen (1935–2010), deutscher Soziologe und Gelehrter
- Florian Coulmas (* 1949), deutscher Japanologe und Autor

## D
- Christian Dexne (* 1971), deutscher Fernsehjournalist
- Wolf R. Dombrowsky (* 1948), deutscher Soziologe mit dem Schwerpunkt Katastrophensoziologie
- Jutta Ditfurth (* 1951), deutsche Sozialwissenschaftlerin, Publizistin und Politikerin

## E
- Norbert Elias (1897–1990), Soziologe deutscher Herkunft, der 1980 von der Fakultät die Ehrendoktorwürde verliehen bekam
- Georg Elwert (1947–2005), deutscher Ethnosoziologe
- Elena Esposito (* 1960), italienische Soziologin und Schriftstellerin
- Hans-Dieter Evers (* 1935), Professor für Entwicklungsplanung und Entwicklungspolitik

## F
- Thomas Faist (* 1959), Professor für Transnationale Beziehungen und Entwicklungssoziologie
- Jürgen Frese (1939–2007), deutscher Sozialphilosoph und Phänomenologe

## G
- Karl Gabriel (* 1943), römisch-katholischer Theologe und Soziologe
- Birgit Geissler (* 1949), deutsche Arbeitsmarktsoziologin
- Regine Gildemeister (* 1949), deutsche Soziologin
- Richard Grathoff (1934–2013), deutscher Phänomenologe
- Matthias Groß (* 1969), deutscher Soziologe und Umweltwissenschaftler

## H
- Hans Haferkamp (1939–1987), deutscher Soziologe
- Alois Hahn (* 1941), deutscher Soziologe
- Theodor Harder (1931–2016), deutscher Soziologe und Hochschullehrer
- Reinhold Hedtke (* 1953), deutscher Sozialwissenschaftler, Soziologe und Autor
- Martin Heidenreich (* 1956), deutscher Soziologe
- Bettina Heintz (* 1949), Schweizer Soziologin
- Wilhelm Heitmeyer (* 1945), Professor für Pädagogik und Direktor des Instituts für interdisziplinäre Konflikt- und Gewaltforschung
- Adrienne Héritier (* 1944), Schweizer Politikwissenschaftlerin
- Stefan Hirschauer (* 1960), deutscher Soziologe
- Barbara Hölscher (* 1964), deutsche Soziologin
- Hans-Willy Hohn (* 1953), deutscher Soziologe
- Johannes Huinink (* 1952), deutscher Soziologe
- Klaus Hurrelmann (* 1944), deutscher Sozial-, Bildungs- und Gesundheitswissenschaftler

## I
- Katharina Inhetveen (* 1970), deutsche Soziologin

## J
- Detlef Jahn (* 1956), deutscher Politikwissenschaftler und Professor für Vergleichende Regierungslehre
- Klaus Peter Japp (* 1947), Professor für Politische Kommunikation und Risikosoziologie

## K
- Jürgen Kaube (* 1962), deutscher Diplom-Volkswirt und Journalist
- Franz-Xaver Kaufmann (1932–2024), in Deutschland lebender Schweizer Soziologe
- Oliver Kessler (* 1973), deutscher Staatswissenschaftler und Hochschullehrer
- André Kieserling (* 1962), deutscher Soziologe und Professur für Allgemeine Soziologie
- Gábor Kiss (1931–1994), deutscher Soziologe ungarischer Herkunft
- Gabriele Klein (* 1957), deutsche Soziologin, Kultur- und Tanzwissenschaftlerin
- Hans-Joachim Knebel (1929–2004), deutscher Soziologe
- Christoph Knill (* 1965), deutscher Politikwissenschaftler
- Karin Knorr-Cetina (* 1944), österreichische Soziologin und Wissenschaftstheoretikerin
- Hermann Korte (* 1937), deutscher Soziologe
- Norbert Kostede (* 1948), deutscher Sozial- und Politikwissenschaftler
- Jürgen Kriz (* 1944), deutscher Psychologe und Professor für Psychotherapie und Klinische Psychologie
- Wolfgang Krohn (* 1941), deutscher Techniksoziologe und Wissenschaftsphilosoph
- Helga Krüger (1940–2008), deutsche Soziologin und Erziehungswissenschaftlerin
- Volker Kruse (* 1954), deutscher Soziologe mit dem Schwerpunkt Soziologiegeschichte
- Stefan Kühl (* 1966), deutscher Organisationssoziologe

## L
- Rüdiger Lautmann (* 1935), deutscher Soziologe
- Lutz Leisering (* 1953), Professor für Sozialpolitik
- Klaus Lichtblau (* 1951), Soziologe und Ideengeschichtler
- Stefan Liebig (* 1962), deutscher Soziologe
- Gesa Lindemann (* 1956), deutsche Soziologin
- Wolfgang Lipp (1941–2014), deutscher Soziologe
- Wolfgang Ludwig-Mayerhofer (* 1954), deutscher Soziologe
- Peter Christian Ludz (1931–1979), deutscher Politologe und Soziologe
- Niklas Luhmann (1927–1998), deutscher Soziologe und einer der Begründer der soziologischen Systemtheorie

## M
- Jürgen Markowitz (* 1942), deutscher Soziologe
- Douglas Massey (* 1952), US-amerikanischer Soziologe
- Joachim Matthes (1930–2009), deutscher Soziologe
- Thomas Mergel (* 1960), deutscher Historiker
- Klaus Merten (1940–2020), deutscher Kommunikationswissenschaftler
- Roland Merten (* 1960), deutscher Wissenschaftler und politischer Beamter
- John W. Meyer (* 1935), US-amerikanischer Soziologe
- Siegfried Müller (1940–2017), deutscher Erziehungswissenschaftler
- Hans D. Mummendey (* 1940), deutscher Psychologe und Professor für Sozialpsychologie

## N
- Sighard Neckel (* 1956), deutscher Soziologe

## O
- Ulrich Oevermann (1940–2021), deutscher Soziologe und Begründer der Objektiven Hermeneutik
- Claus Offe (* 1940), deutscher Soziologe und Politikwissenschaftler
- Hans-Uwe Otto (1940–2020), deutscher Erziehungswissenschaftler

## P
- Joanna Pfaff-Czarnecka (* 1956), Professorin für Sozialanthropologie
- Detlef Pollack (* 1955), deutscher Religions- und Kultursoziologe
- Achim Post (* 1959), deutscher Politiker

## R
- Werner Rammert (* 1949), deutscher Soziologe
- Otthein Rammstedt (1938–2020), deutscher Soziologe und Herausgeber der Gesamtausgabe der Werke von Georg Simmel
- Peter Raschke (* 1941), deutscher Politologe und Suchtforscher
- Andreas Reckwitz (* 1970), deutscher Soziologe und Kulturwissenschaftler
- Heinz Reif (* 1941), deutscher Historiker
- Jost Reinecke (* 1957), deutscher empirischer Sozialforscher
- Barbara Riedmüller-Seel (* 1945), deutsche Sozialwissenschaftlerin und ehemalige Politikerin

## S
- Norbert Sachser (* 1954), deutscher Verhaltensforscher und Hochschullehrer
- Saskia Sassen (* 1947), US-amerikanische Soziologin und Wirtschaftswissenschaftlerin
- Heinrich Wilhelm Schäfer (* 1955), Professor für protestantische Theologie und Religionssoziologie
- Helmut Schelsky (1912–1984), deutscher Soziologe und Hochschullehrer
- Albert Scherr (* 1958), deutscher Soziologe und Sozialarbeitswissenschaftler
- Uwe Schimank (* 1955), deutscher Soziologe, der die Luhmannsche Systemtheorie um die fehlende Akteursperspektive erweiterte
- Gert Schmidt (* 1943), deutscher Soziologe
- Thomas Schnelle (* 1954), deutscher Soziologe und Unternehmensberater
- Achim Schrader (1934–2004), deutscher Soziologe
- Karl F. Schumann (* 1941), deutscher Soziologe und Kriminologe
- Gerd Schwerhoff (* 1957), deutscher Historiker
- Werner Sewing (1951–2011), deutscher Architekturtheoretiker
- Georg Stauth (* 1942), deutscher Islamwissenschaftler und Soziologe
- Rudolf Stichweh (* 1951), deutscher Soziologe und Professor
- Wolfgang Streeck (* 1946), deutscher Soziologe und Direktor am Max-Planck-Institut für Gesellschaftsforschung
- Wolfgang Strengmann-Kuhn (* 1964), deutscher Politiker und Wirtschaftswissenschaftler
- Norbert Strotmann (* 1946), römisch-katholischer Ordensgeistlicher, Theologe und Hochschullehrer

## T
- Veronika Tacke (* 1961), deutsche Soziologin und Professorin für Organisationssoziologie
- Susanne Tatje (* 1953), deutsche Soziologin und die erste Demographiebeauftragte in einer Kommune der Bundesrepublik Deutschland
- Klaus Tenfelde (1944–2011), deutscher Historiker
- Jonathan H. Turner (* 1942), amerikanischer Soziologe und Professor
- Hartmann Tyrell (* 1943), deutscher Soziologe und emeritierter Professor

## V
- Wolfgang van den Daele (* 1939), deutscher Rechtswissenschaftler, Soziologe und Mitglied des Nationalen Ethikrates
- Philippe Van Parijs (* 1951), belgischer Philosoph und Ökonom
- Michael Vesper (* 1952), deutscher Sportfunktionär und Politiker

## W
- Gerhard Wagner (* 1958), deutscher Soziologe und Professor
- Wolff-Dietrich Webler (* 1940), deutscher Soziologe und Historiker
- Ingo Wegener (1950–2008), deutscher Informatiker
- Peter Weingart (* 1941), deutscher Soziologe und emeritierter Professor
- Claudia von Werlhof (* 1943), emeritierte Professorin für Frauenforschung
- Ansgar Weymann (* 1945), deutscher Soziologe, der insbesondere im Feld der Angewandten Soziologie arbeitete
- Erhard Roy Wiehn (* 1937), Soziologe und emeritierter Professor
- Monika Wienfort (* 1961), deutsche Neuzeithistorikerin
- Helmut Wiesenthal (* 1938), deutscher Soziologe und Politikwissenschaftler
- Helmut Willke (1945–2024), Professor für Global Governance
- Reinhard Wittenberg (* 1945), deutscher Soziologe und wissenschaftlicher Autor